# Tsuki to sandal
Tsuki to sandal (月とサンダル?, Tsuki to sandaru) è un manga josei di genere yaoi scritto ed illustrato da Fumi Yoshinaga. Si tratta della prima opera di quest'autrice ed è stata serializzata dal 1996 al 2000. I capitoli della serie sono stati raccolti in due volumi tankōbon. La storia narra la relazione romantica intercorrente tra Ida, un insegnante di storia, un suo studente di nome Kobayashi che s'innamora di lui ed un altro ragazzo più grande con cui Ida ha una duratura relazione.

## Trama
Lo studente di liceo Kobayashi si appresta ad andar a casa del suo sensei, ha finalmente trovato il coraggio di confessargli il proprio amore. Appena giunto, ascolta la conversazione tra Ida ed un suo amante, Hashizume, uno chef di talento che sta progettando di trasferirsi a Kyoto per lavorare in un famoso ristorante.
Hashizume vorrebbe che Ida lo seguisse, ma i suoi tentativi di convincerlo risultano vani, che in questo caso verrebbe a perdere il lavoro e non può davvero permetterselo, oltretutto insegnare è sempre stata la sua passione più grande e non è disposto a rinunciarvi a nessun prezzo.
Kobayashi comincia da allora in poi ad andar spesso a trovare Ida, finendo per cucinargli regolarmente i pasti. Riescono a baciarsi e a progettar una qualche forma di convivenza assieme, ma proprio nel più bello torna Hashizume: ha lasciato il lavoro di Kyoto per tornare da lui.
Il ragazzo, seppur deluso, rimane buon amico di Ida e continua a fargli visita in qualità di confidente. Nel frattempo Hashizume e Ida iniziano a cercare un appartamento in cui poter andar a vivere assieme, ma la cosa si rivela più difficile e complicata del previsto, in quanto nessuno sembra voler affittare un appartamento ad una coppia di uomini.
Ida allora suggerisce che uno dei due venga adottato legalmente dall'altro assumendone il cognome, il che sarebbe l'equivalente del matrimonio omosessuale. Inoltre questo permetterebbe di dire che sono fratelli, favorendo in tal modo la possibilità di trovar casa. Hashizuma inizialmente rifiuta portando Ida a pensare che non lo ami abbastanza, hanno una discussione in cui Ida lo accusa di non avergli mai detto "ti amo", Hashizume finisce per prenderlo a schiaffi e scappa.
Al suo ritorno si riconciliano e riflettono con calma su tutta la situazione venutasi a creare. Nel frattempo il giovane Kobayashi dovrà affrontare le insistenti avances di una bella ragazza, da lui respinta in quanto gli preferisce di molto il fratello. Così passa un anno ed Hashizume riesce ad aprire un proprio ristorante che chiama "Ida".
Man mano che il tempo passa il locale acquista sempre più popolarità e fama positiva; una bella ragazza, Kaori, viene assunta per aiutare a servire in sala, facendo crescere a dismisura il disagio di Ida. Passano altri due anni e il giovane Kobayashi, ormai laureato, viene assunto come supplente di storia proprio dalla sua ex-scuola accanto ad Ida.
Qui Kobayashi chiarisce subito coi colleghi il fatto di essere gay, ottenendo delle reazioni tutto sommato positive e per nulla problematiche. Verso la fine della serie Ida porta Hashizume a visitare il paese dove è nato, presentandolo ai genitori come proprio compagno di vita: finalmente è giunto a fare coming out e dopo ciò si sente sollevato e felice.

## Pubblicazione
Originariamente serializzati sulla rivista Hanaoto, i singoli capitoli della serie sono stati raccolti e pubblicati in due volumi in formato tankōbon da Hōbunsha nel marzo 1996 e nel febbraio 2000, rispettivamente. Digital Manga Publishing ha acquistato i diritti per la distribuzione nel Nord America e ha pubblicato i due volumi rispettivamente il 14 marzo e il 4 luglio 2007. A Taiwan il manga è stato pubblicato da Sharp Point Press.